# Konrad von Schmidt-Phiseldeck
Pour les articles homonymes, voir Schmidt.
Konrad von Schmidt-Phiseldeck est un publiciste allemand, fils de Christoph Schmidt-Phiseldeck, né à Brunswick en 1770, mort en 1832 à Copenhague.
Après avoir étudié la théologie à Helmstedt, il entra comme précepteur chez un haut fonctionnaire de Copenhague, visita avec ses élèves l’Allemagne, la France et la Suisse, et s’établit ensuite à Copenhague, où il ouvrit en 1792 des cours à l’université et où il se fit naturaliser danois deux ans plus tard. Laissant la théologie de côté, il fut choisi comme secrétaire particulier par le comte de Schimmelmann, ministre d’État, grâce à la protection duquel il avança rapidement dans l’administration des finances. Nommé en 1821 conseiller d’État et, l’année suivante, codirecteur de la banque royale danoise, il devint encore en 1823 membre du collège du commerce, puis, en 1829, conseiller de conférence.

## Œuvres
Comme écrivain, il appartient autant à la littérature danoise qu’à la littérature allemande. Ardent partisan, au début, des idées de Kant, il chercha à rendre le système de ce philosophe accessible à tout le monde savant, par son ouvrage intitulé : Philosophiæ criticæ secundum Kantium expositio systematica (Copenhague, 1796-1798, 2 vol.). C’est là du reste le seul de tous ses écrits qui soit purement philosophique.
Il faut citer, parmi les autres : 
- Essai d’une exposition du système de neutralité du Danemark (Copenhague, 1801-1804, 4 part.) ;
- Des rapports actuels de la nation juive avec les communautés civiles chrétiennes (Copenhague, 1817) ;
- L’Europe et l’Amérique (Copenhague, 1820), ouvrage qui fut traduit en plusieurs langues et que l’auteur continua plus tard sous ce titre : L’Europe et l’Amérique, seconde esquisse (Copenhague, 1332) ;
- La Ligue européenne (Copenhague, 1821) ;
- Échantillons de rhétorique politique (Copenhague, 1824) ;
- Le Monde considéré comme un automate et le royaume de Dieu (Copenhague, 1829) ;
- Les Dernières agitations dans les duchés de Slesvig et de Holstein (Copenhague, 1830).